# Eiderul lui Steller
Eiderul lui Steller (Polysticta stelleri) este o rață scufundătoare arctică migratoare care se reproduce de-a lungul coastelor din estul Rusiei și Alaska. Este cea mai rară, cea mai mică și cea mai rapidă zburătoare⁠(d) dintre speciile de eider.
Din cauza reducerii extinse a arealului său de reproducere, populația de eiderul lui Steller care se reproduce în Alaska a fost clasificată drept vulnerabilă în 1997 de către Uniunea Internațională pentru Conservarea Naturii (IUCN). Specia este protejată în Rusia și în SUA și face obiectul unui plan de redresare în curs de desfășurare de către Uniunea Europeană și Serviciul pentru Pescuit și Faună Sălbatică din SUA.

## Galerie

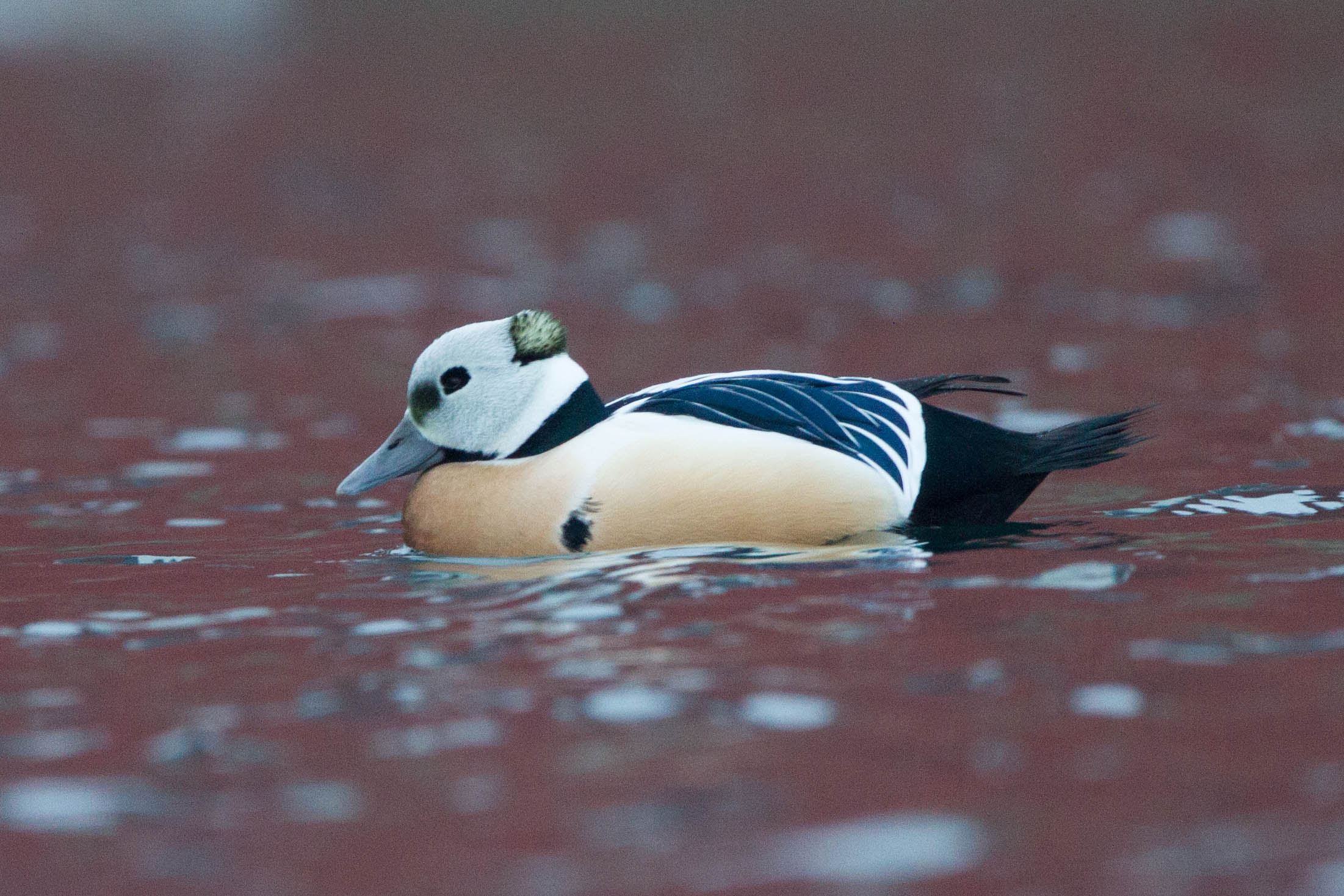
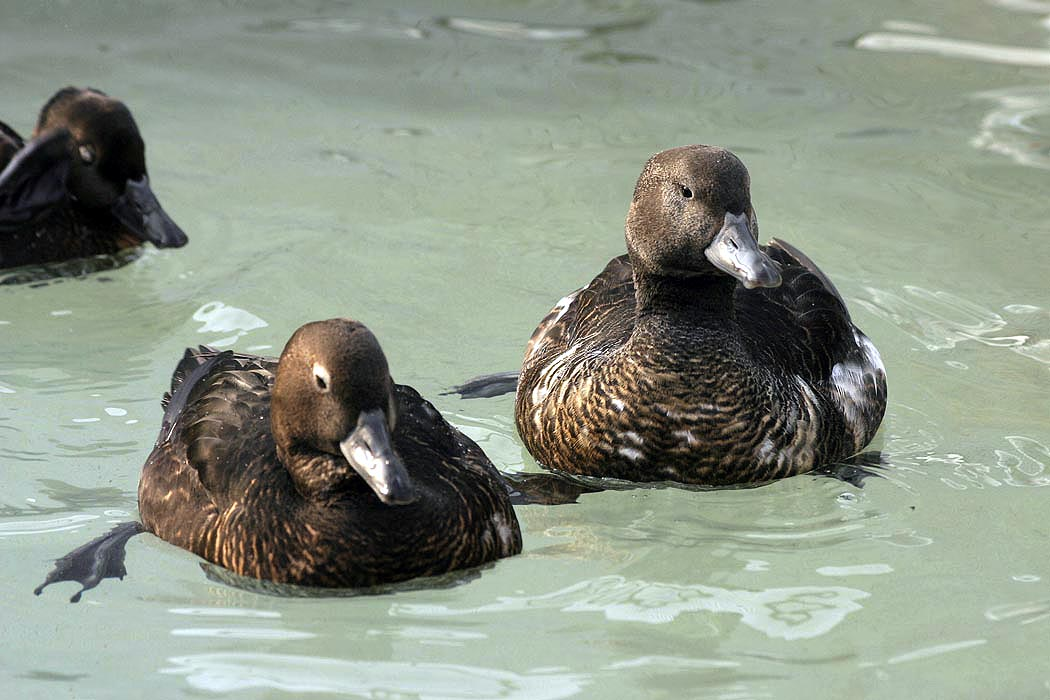
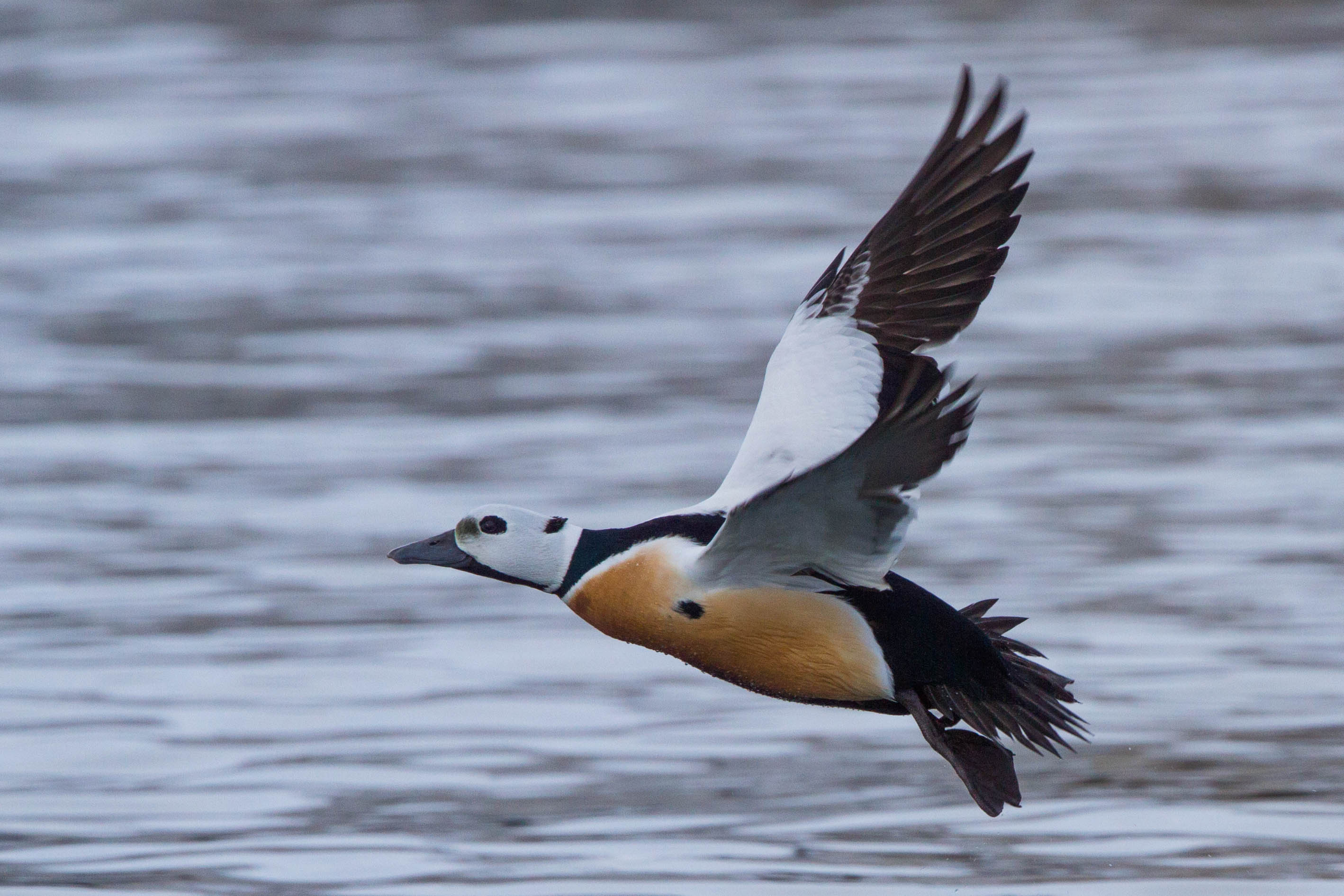